# 胡国瑞 (人民银行)
胡国瑞，曾任中国人民银行河南省分行总经济师、河南省钱币学会会长。

## 生平
胡国瑞曾在中国人民银行河南省平顶山市分行工作，后在中国人民银行河南省分行任总经济师。期间曾担任河南省钱币学会会长、《金融理论与实践》主编等职，并曾担任《中国钱币大辞典》编纂委员会副总编、秘书长、顾问等职。